# Carretera Transaheliana
La Carretera Transaheliana es un proyecto carretero transnacional para pavimentar y mejorar las formalidades limítrofes en una ruta a través de la franja sur del Sahel en África Occidental, entre Dakar, Senegal y Yamena, Chad. Otros nombres de la carretera son Carretera Dakar-Yamena o Carretera Transafricana 5' en la Red Carretera Transafricana.
La carretera pasa por siete países y cinco capitales nacionales, y une regiones de similar clima y ambiente, las cuales tienen nexos culturales y comerciales desde hace siglos. Es una de las dos rutas transnacionales este-oeste en África Occidental y es paralela a la Carretera Costera de África Occidental con una separación de cerca de 900 km.

## Ruta

### Características
La Carretera Transaheliana tiene una longitud aproximada de 4500 km que recorren Senegal, Malí, Burkina Faso, Níger, Nigeria, terminando en Yamena, Chad. Todo el tramo, salvo unos 775 km en el oeste de Malí, ha sido pavimentado, pero extensas secciones requieren rehabilitación o están actualmente bajo reconstrucción. La mayor parte de la ruta aprovecha la infraestructura carretera nacional existente.

#### Secciones
- En Senegal, de Dakar a Tambacounda, 462 km, pavimentados, 315 km en malas condiciones.
- Enlazando Senegal y Malí entre Tambacounda y Bamako, dos opciones fueron propuestas en un informe de una consultora en 2003:
  - una ruta sureña más corta y directa vía Saraya y Kita, 825 km, en buenas condiciones;
  - una ruta más larga por el norte, vía Kayes, Diéma y Didjeni, 912 km
- En el sudeste de Malí, de Bamako a Sikasso vía Bougouni, 374 km, pavimentada.
- De Sikasso a Koloko en la frontera con Burkina Faso, 50 km sin pavimentar.
- En Burkina Faso: 862 km vía Bobo-Dioulasso, Uagadugú, Koupéla, y Fada Ngourma, pavimentada y en buenas condiciones.
- En Níger: 837 km de los cuales 600 km están en malas condiciones, vía Niamey, Dosso, Dogondoutchi, Birnin-Konni y Maradi en la frontera nigeriana en Jibiya.
- En Nigeria: 972 km, pavimentados y en buenas condiciones, vía Katsina, Kano, Kari, Maiduguri y Dikwa.
- Una corta sección en Camerún consiste en 85 km, sin pavimentar, desde la frontera nigeriana hasta Maltam, la cual es intransitable durante la estación húmeda.
- Chad: la carretera recorre sólo unos cuantos kilómetros por Chad.

### Enlaces a otras carreteras transnacionales
La Carretera Transaheliana intersecciona con las siguientes carreteras:
- la carretera Cairo-Dakar en Dakar
- la Carretera Costera de África Occidental en Dakar
- la Carretera Transahariana en Kano, Nigeria
- la Carretera Yamena-Yibuti en Yamena, con la cual se formará un cruce completo este-oeste del continente africano, de 8.715 km.

Las regiones norteñas de Guinea, Costa de Marfil, Ghana, Togo, y Benín están próximas a la Carretera Transaheliana. Hay caminos pavimentados que conectan la Carretera Transaheliana y la Carretera Costera de África Occidental:
- Costa de Marfil (Sikassa o Bobo-Dioulasso con Yamusukro).
- Ghana (Uagadugú con Acra).
- Togo (Koupela con Lomé).
- Benín (Dosso con Cotonú).
- Nigeria (Birnin-Konni o Kano con Lagos).